# Лукичёв, Олег Юрьевич
Олег Юрьевич Лукичёв (род. 25 июля 1969 в Москве) — российский кинооператор.

## Биография
Учился в московской 433-й школе имени Якушкина.
Окончил операторский факультет ВГИКа (мастерская А. Княжинского).
Помимо полнометражных картин Лукичёв создал ещё и более 50 рекламных роликов и музыкальных клипов.
Преподавал операторское искусство на ВКСР, в МШНК, в «Индустрии».

## Фильмы
- 2003 — Последний поезд (реж. А. Герман-мл)
- 2004 — Марс (реж. А. Меликян)
- 2005 — Гарпастум (реж. А. Герман-мл)
- 2007 — Лучшее время года (реж. С. Проскурина)
- 2007 — Путешествие с домашними животными (реж. В. Сторожева)
- 2008 — Зелёный театр в Земфире (реж. Р. Литвинова)
- 2008 — Океан (реж. М. Косырев-Нестеров)
- 2008 — Юрьев день (реж. К. Серебренников)
- 2010 — Перемирие (реж. С. Проскурина)
- 2012 — Измена (реж. К. Серебренников)
- 2012 — Свидание (реж. Ю. Бахшиев)
- 2013 — Иван сын Амира (реж. Максим Панфилов)
- 2014 — Поездка к матери (реж. М. Косырев-Нестеров)
- 2016 — Мата Хари (реж. Дэннис Бэрри, Джулиус Берг)
- 2019 — Мысленный волк (реж. Валерия Гай Германика)
- 2020 — Северный ветер (реж. Рената Литвинова)
- 2023 — Плакать нельзя (реж. Наталья Назарова)

## Награды и номинации
- 2004 — международный кинофестиваль в Братиславе — приз за лучшую операторскую работу (фильм «Последний поезд»)
- 2006 — международный кинофестиваль в Бухаресте — приз за лучшую операторскую работу (фильм «Гарпастум»)
- 2006 — фестиваль «Дух огня» в Ханты-Мансийске — приз за лучшую операторскую работу (фильм «Гарпастум»)
- 2006 — Премия «Белый слон» Гильдии киноведов и кинокритиков России за лучшую операторскую работу (фильм «Гарпастум»)
- 2006 — Премия киноизобразительного искусства «Белый квадрат» Гильдии кинооператоров России (фильм «Гарпастум»)
- 2008 — номинация на Премию киноизобразительного искусства «Белый квадрат» Гильдии кинооператоров России (фильм «Путешествие с домашними животными»)
- 2008 — фестиваль «Амурская осень» в Благовещенске — приз за лучшую операторскую работу (фильм «Юрьев день»)
- 2009 — номинация на Премию киноизобразительного искусства «Белый квадрат» Гильдии кинооператоров России (фильм «Юрьев день»)
- 2013 — фестиваль «Амурская осень» в Благовещенске — приз за лучшую операторскую работу (фильм «Иван сын Амира»)[1]
- 2013 — фестиваль мусульманского кино в Казани — приз за лучшую операторскую работу (фильм «Иван сын Амира»)
- 2014 — Премия киноизобразительного искусства «Белый квадрат» Гильдии кинооператоров России (фильм «Иван сын Амира»)[2][3]
- 2015 — 3-й Национальный кинофестиваль дебютов «Движение» (Омск) — приз за лучшую операторскую работу («Поездка к матери»)[4]